# Dreamer (album Haste the Day)
Dreamer – czwarty album studyjny amerykańskiego zespołu muzycznego Haste the Day. Został wydany na CD 14 października 2008 roku nakładem wytwórni Solid State Records. Jeszcze przed wydaniem albumu, 1 sierpnia 2008 roku zespół zamieścił zawarty później na nim utwór „68” na swoim profilu w serwisie Myspace.
W pierwszym tygodniu od wydania album sprzedał się w liczbie 7700 egzemplarzy w Stanach Zjednoczonych, dzięki czemu zadebiutował na 68. miejscu zestawienia Billboard 200.
2 marca 2010 roku wydano cyfrową reedycję Dreamera, zawierającą bonusy w postaci akustycznych wersji dwóch utworów z albumu: „An Adult Tree” i „Haunting”.

## Lista utworów
Opracowano na podstawie materiału źródłowego.
| Nr  | Tytuł utworu                | Długość |
| --- | --------------------------- | ------- |
| 1.  | „68”                        | 3:26    |
| 2.  | „Mad Man”                   | 3:32    |
| 3.  | „Haunting”                  | 4:01    |
| 4.  | „Resolve”                   | 2:54    |
| 5.  | „An Adult Tree”             | 5:10    |
| 6.  | „Babylon”                   | 3:29    |
| 7.  | „Invoke Reform”             | 3:03    |
| 8.  | „Sons of the Fallen Nation” | 3:20    |
| 9.  | „Labyrinth”                 | 2:35    |
| 10. | „Porcelain”                 | 3:28    |
| 11. | „Autumn”                    | 3:02    |
|     |                             | 38:00   |

| Utwory dodatkowe – reedycja cyfrowa | Utwory dodatkowe – reedycja cyfrowa | Utwory dodatkowe – reedycja cyfrowa |
| Nr                                  | Tytuł utworu                        | Długość                             |
| ----------------------------------- | ----------------------------------- | ----------------------------------- |
| 1.                                  | „An Adult Tree (acoustic)”          |                                     |
| 2.                                  | „Haunting (acoustic)”               |                                     |

## Twórcy
Opracowano na podstawie materiału źródłowego.
Zespół Haste the Day w składzie
- Stephen Keech – wokal prowadzący
- Brennan Chaulk – gitara, wokale
- Mike Murphy – gitara basowa, wokale
- Devin Chaulk – perkusja, wokale

Produkcja
- Chad Johnson – A&R
- Invisible Creature, Inc – reżyseria artystyczna
- Mel Young – księgowość (Europa)
- David Galea – księgowość (Stany Zjednoczone)
- Chris Dowhan – inżynieria (asystent)
- Randy Vanderbilt – gitara (dodatkowa)
- Ryan Clark – ilustracje, projekt graficzny
- Mark LaFay – zarządzanie
- UE Nastasi – mastering
- Andreas Magnusson – produkcja, inżynieria, miksowanie
- Ryan Adkins – kierownictwo produkcji
- Jerry Graham – public relations